# Lispocephala haleakalae
Lispocephala haleakalae är en tvåvingeart som beskrevs av Hardy 1981. Lispocephala haleakalae ingår i släktet Lispocephala och familjen husflugor. Inga underarter finns listade i Catalogue of Life.